# Municipio de Seavey
El municipio de Seavey (en inglés: Seavey Township) es un municipio ubicado en el condado de Aitkin en el estado estadounidense de Minnesota. En el año 2010 tenía una población de 61 habitantes y una densidad poblacional de 0,65 personas por km².

## Geografía
El municipio de Seavey se encuentra ubicado en las coordenadas 46°17′22″N 93°22′5″O / 46.28944, -93.36806. Según la Oficina del Censo de los Estados Unidos, el municipio tiene una superficie total de 93.9 km², de la cual 93,9 km² corresponden a tierra firme y (0 %) 0 km² es agua.

## Demografía
Según el censo de 2010, había 61 personas residiendo en el municipio de Seavey. La densidad de población era de 0,65 hab./km². De los 61 habitantes, el municipio de Seavey estaba compuesto por el 98,36 % blancos y el 1,64 % eran de una mezcla de razas. Del total de la población el 4,92 % eran hispanos o latinos de cualquier raza.